# Fraise Vanille
Pour les articles homonymes, voir Fraise (homonymie) et Vanille (homonymie).
 (avril 2018).
Si vous disposez d'ouvrages ou d'articles de référence ou si vous connaissez des sites web de qualité traitant du thème abordé ici, merci de compléter l'article en donnant les références utiles à sa vérifiabilité et en les liant à la section « Notes et références ».
Albums de Helena Noguerra
Née dans la nature
(2004) Année zéro
(2013)
Fraise vanille est le quatrième album solo de la chanteuse belge Helena Noguerra, publié le 1er octobre 2007. 
Il comporte 19 titres, dont la plupart sont des reprises de chansons de Jeanne Moreau (La Peau Léon, Le Tourbillon, J'ai la mémoire qui flanche, Tout morose...), ainsi que quelques inédits du même auteur-compositeur de l'époque, Serge Rezvani.

## Liste des titres
| 1.    | Le Tourbillon                                | 2:43 |
| 2.    | Les Mots de rien (avec Vincent Delerm)       | 2:02 |
| 3.    | Adieu ma vie                                 | 2:01 |
| 4.    | La vie s'envole                              | 2:58 |
| 5.    | Tout morose                                  | 3:31 |
| 6.    | La Vie de cocagne                            | 2:37 |
| 7.    | Les Autoroutes                               | 2:35 |
| 8.    | J'ai la mémoire qui flanche                  | 2:47 |
| 9.    | La Peau Léon                                 | 2:17 |
| 10.   | Moi je préfère                               | 3:21 |
| 11.   | À travers notre chambre                      | 4:34 |
| 12.   | Jamais je ne t'ai dit... (avec Marie France) | 4:03 |
| 13.   | Caresse-moi j'adore ça                       | 3:34 |
| 14.   | Notre folle jeunesse                         | 2:30 |
| 15.   | Minuit Orly                                  | 4:48 |
| 16.   | Les Mensonges                                | 3:39 |
| 17.   | Nous vivions deux (avec Serge Rezvani)       | 2:02 |
| 18.   | Blues indolent (Vague vague)                 | 3:52 |
| 19.   | La Bécasse (avec Katerine)                   | 1:35 |
| 57:29 |                                              |      |

| Vidéos bonus - Édition (États-Unis, Sunnyside Records, 2007) | Vidéos bonus - Édition (États-Unis, Sunnyside Records, 2007) | Vidéos bonus - Édition (États-Unis, Sunnyside Records, 2007) | Vidéos bonus - Édition (États-Unis, Sunnyside Records, 2007) | Vidéos bonus - Édition (États-Unis, Sunnyside Records, 2007) | Vidéos bonus - Édition (États-Unis, Sunnyside Records, 2007) | Vidéos bonus - Édition (États-Unis, Sunnyside Records, 2007) | Vidéos bonus - Édition (États-Unis, Sunnyside Records, 2007) | Vidéos bonus - Édition (États-Unis, Sunnyside Records, 2007) | Vidéos bonus - Édition (États-Unis, Sunnyside Records, 2007) |
| No                                                           | Titre                                                        | Durée                                                        |                                                              |                                                              |                                                              |                                                              |                                                              |                                                              |                                                              |
| ------------------------------------------------------------ | ------------------------------------------------------------ | ------------------------------------------------------------ | ------------------------------------------------------------ | ------------------------------------------------------------ | ------------------------------------------------------------ | ------------------------------------------------------------ | ------------------------------------------------------------ | ------------------------------------------------------------ | ------------------------------------------------------------ |
|                                                              | Tout morose                                                  |                                                              |                                                              |                                                              |                                                              |                                                              |                                                              |                                                              |                                                              |
|                                                              | Nous vivions deux                                            |                                                              |                                                              |                                                              |                                                              |                                                              |                                                              |                                                              |                                                              |
| 57:29                                                        |                                                              |                                                              |                                                              |                                                              |                                                              |                                                              |                                                              |                                                              |                                                              |

## Crédits
| - Helena Noguerra : chant - Christophe "Disco" Minck : basse - Philippe Eveno : guitare électrique et acoustique - Sébastien Martel : guitare, lap steel guitar, banjo, batterie électronique BeatBox, harmonica, flûte, basse, chœurs - Jeff Boudreaux : batterie - Julien Baer : piano, harmonica, mélodica - Benoît Delbecq : piano, synthétiseurs - Olivier Koundouno : violoncelle - Pamelia Kurstin : thérémine - Bertrand Burgalat : vibraphone - Fabrice Barré : clarinette - Martin Gamet : contrebasse - Franck Monnet : chœurs | - Production : Helena Noguerra, Sébastien Martel - Mastering : Mike Marsh - Mixage : Lucas Chauvière - Enregistrement : Lucas Chauvière Stéphane "Alf" Briat - Programmation : Benoît Delbecq - Design (graphisme) : Frank Loriou - Photographie : Richard Dumas |